# オベリスク (生物学)
オベリスク（英: Obelisk）は、2024年1月に発行されたプレプリントに初めて記載されたタイプの “ウイロイド様要素” であり、同論文内で「独自の系統群を形成している」と述べられている。
コンピュータを用いた網羅的RNA解析によって発見されたそのRNA配列には、他の生命体の遺伝子配列と相同性がない。
他の生物との関係が不明であり、オベリスクはincertae sedis（分類先不明）の一例である。

## 分布と病理
オベリスクはヒトの糞便や、ヒトの口腔細菌の一種であるストレプトコッカス・サングイニス（Streptococcus sanguinis）の菌体内部から発見されている。中には300日以上もオベリスクを保有していたヒトもいる。初期の研究では、すべての大陸に住む人の便サンプルの約7％、唾液サンプルの約50％にオベリスクが存在することが示された。
オベリスクが人間の健康に及ぼす影響はまだ解明されていない。また、オベリスクのライフサイクルや、その複製がどのような要因に依存するかといった問題も判明していない。

## 遺伝学と生化学
オベリスクの特徴としては、約1000塩基対の環状RNAゲノム集合体と、ゲノム全体を包含する棒状の二次構造が挙げられる。ウイロイドとは異なり、オベリスクのRNAは蛋白質に翻訳され、仮に“オブリン”（oblin）と呼ばれている。プレプリントに掲載された2つの蛋白質は、オブリン-1とオブリン-2と命名された。
最初の構造予測によれば、オブリン-1は金属イオンと結合し、細胞内シグナル伝達に関与する可能性がある。オブリン-2は蛋白質複合体に典型的な結合部位を持ち、宿主細胞の酵素と結合する可能性がある。